# Дітер Вендіш
Дітер Вендіш (нім. Dieter Wendisch, 9 травня 1953) — східнонімецький академічний веслувальник.
Олімпійський чемпіон 1976 (вісімки), 1980 (розпашні четвірки зі стерновим) років.
Чемпіон світу 1975 (вісімки), 1977, 1978 років у складі розпашної четвірки зі стерновим.